# 元素周期表 (短篇故事集)
《元素周期表》是意大利化学家普里莫·莱维创作的短篇故事集，共有21个故事，每一篇都以一个化学元素作为标题。